# Финляндия на зимних Олимпийских играх 1976
На Зимних Олимпийских играх 1976 года Финляндию представляло 50 спортсменов (43 мужчины и 7 женщин), выступивших в 6 видах спорта. Они завоевали 2 золотых, 4 серебряных и 1 бронзовую медали, что вывело финскую сборную на 6-е место в неофициальном командном зачёте.

## Медалисты
| Медаль  | Спортсмен                                                          | Вид спорта   | Дисциплина        |
| ------- | ------------------------------------------------------------------ | ------------ | ----------------- |
| Золото  | Арто Койвисто Юха Мието Матти Питкянен Пертти Теураярви            | Лыжные гонки | Мужчины, эстафета |
| Золото  | Хелена Такало                                                      | Лыжные гонки | Женщины, 5 км     |
| Серебро | Хейкки Икола                                                       | Биатлон      | Мужчины, 20 км    |
| Серебро | Хейкки Икола Хенрик Флёйт Эско Сайра Юхани Суутаринен              | Биатлон      | Мужчины, эстафета |
| Серебро | Хелена Такало                                                      | Лыжные гонки | Женщины, 10 км    |
| Серебро | Хелена Такало Марьятта Кайосмаа Хилькка Рийхивуори Лийса Суйхконен | Лыжные гонки | Женщины, эстафета |
| Бронза  | Арто Койвисто                                                      | Лыжные гонки | Мужчины, 15 км    |

## Результаты соревнований

### Лыжные виды спорта

#### Прыжки на лыжах с трамплина
Мужчины
| Соревнование        | Спортсмены   | 1-й прыжок | 1-й прыжок | 2-й прыжок | 2-й прыжок | Сумма | Итоговое место |
| Соревнование        | Спортсмены   | Результат  | Место      | Результат  | Место      | Сумма | Итоговое место |
| ------------------- | ------------ | ---------- | ---------- | ---------- | ---------- | ----- | -------------- |
| нормальный трамплин | Харри Блумен | 105,6      | 27         | 104,8      | 31         | 210,4 | 29             |
| большой трамплин    | Харри Блумен | 84,4       | 41         | 76,3       | 40         | 160,7 | 41             |